# Caudex

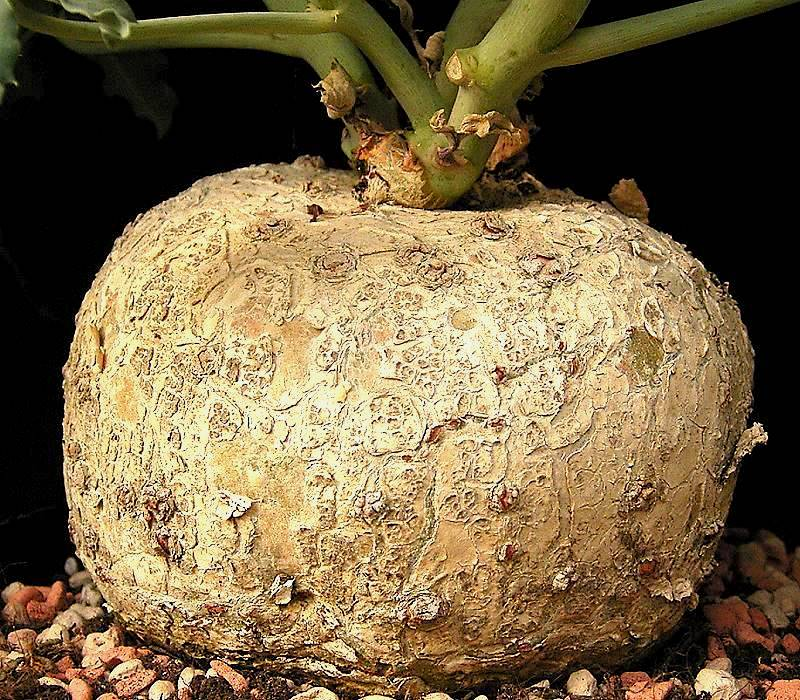
Caudex von Jatropha cathartica

Als Caudex (Pl.: Caudices) wird der gesamte Spross einer Pflanze bezeichnet, oft auch der Stamm eines Baums, die Sprossbasis, der Wurzelstock von Farnen oder Ähnliches. Es handelt sich dabei um einen nicht eindeutig definierten morphologischen Begriff. Im Französischen werden damit meist verdickte Sprossteile bezeichnet.
Der Ausdruck Caudex wurde schon in der Antike von Plinius benutzt, der damit den Stamm von Bäumen meinte. In der Neuzeit wird er wieder von Leonhart Fuchs in seinem Werk De Historia Stirpium (1542) und später von Heinrich Friedrich Link (1798) verwendet, der damit Sprossachse und Wurzelsystem bezeichnete.